# Paola Capriolo
Paola Capriolo född 1962 i Milano, är en italiensk författare.